# Mike Harrison
Pour les articles homonymes, voir Harrison.
 Michael (Mike) Edward Harrison, est né le 19 avril 1956 à Barnsley (Angleterre). C’est un ancien joueur de rugby à XV, qui a joué avec l'équipe d'Angleterre, évoluant au poste de trois-quarts aile. Il est capitaine de l’équipe anglaise pendant la Coupe du monde de rugby 1987.

## Carrière
Il dispute son premier test match le 1er juin 1985, à l’occasion d’une rencontre contre l'équipe de Nouvelle-Zélande et le dernier contre l'équipe du Pays de Galles, le 6 février 1988.
Mike Harrison participe à la Coupe du monde 1987 dont il dispute quatre matches.
Il est sept fois capitaine de l'équipe d'Angleterre.

## Palmarès
- Quinze sélections avec l'équipe d'Angleterre
- Sélections par année : 2 en 1985, 3 en 1986, 8 en 1987, 2en 1988
- Tournois des Cinq Nations disputés : 1986, 1987, 1988